# De Tijd (Pays-Bas)
Ne pas confondre avec le quotidien belge néerlandophone De Tijd.

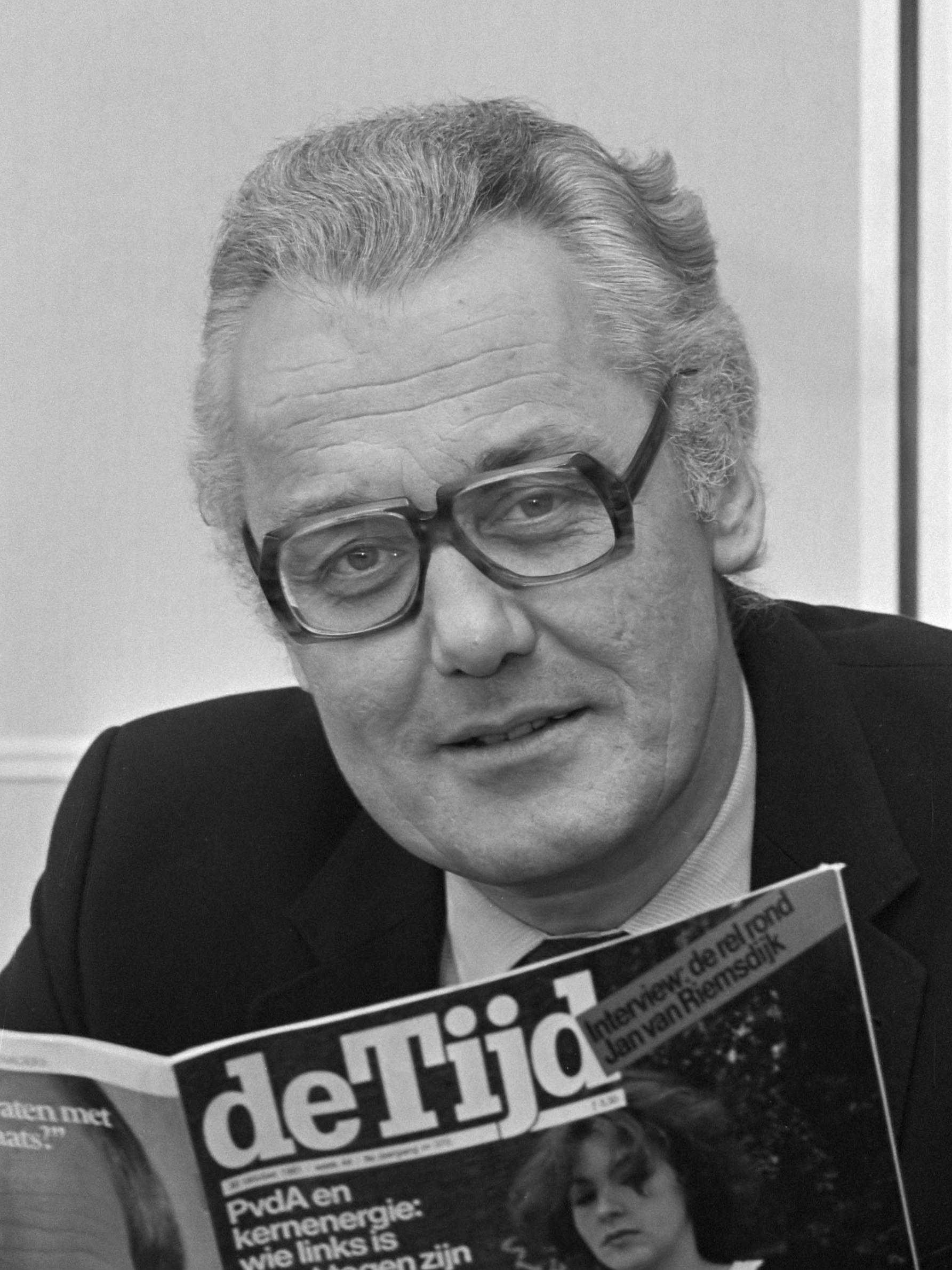
Arie Kuiper, qui fut journaliste et rédacteur en chef de De Tijd. Photo : Marcel Antonisse/Anefo.

De Tijd était un journal catholique de langue néerlandaise publié de 1845 à 1974. À la fin de la pilarisation (ségrégation religieuse), le nombre d'abonnés a considérablement diminué et le quotidien est devenu un hebdomadaire en 1974. 

## Histoire
La première édition de De Tijd a été publiée le 17 juin 1845 à Bois-le-Duc; à cette époque, le journal paraissait trois fois par semaine. Judocus Smits (nl) était le fondateur et rédacteur en chef. En 1846, De Tijd (qui comptait alors 250 abonnés) s'installa à Amsterdam afin d'attirer plus d'abonnés. Il a également commencé à publier quotidiennement. 
En 1990, il a fusionné avec l'hebdomadaire d'information Haagse Post pour devenir HP / De Tijd, un magazine d'actualités.